# Allowissadula chiangii
Allowissadula chiangii är en malvaväxtart som beskrevs av M.C. Johnston. Allowissadula chiangii ingår i släktet Allowissadula och familjen malvaväxter. Inga underarter finns listade i Catalogue of Life.